# Ione propionato
Lo ione propionato (chiamato anche ione propanoato) è uno ione di formula chimica C2H5COO- o EtCO2- che deriva dall'acido propionico e che può trovarsi in sali o esteri (chiamati appunto "propionati" o "propanoati"), utilizzati in ambito farmaceutico e in profumeria come fragranza.
I proponiati non devono essere confusi con i sali o gli esteri dell'acido propenoico (noto anche come acido 2-propenoico o acido acrilico).

## Composti
Esempi di sali che includono nella loro struttura lo ione propionato sono:
- Propionato di sodio, NaC2H5CO2.
- Propionato di calcio, Ca(C2H5CO2)2.
- Propionato di potassio, KC2H5CO2.

Esempi di esteri che includono nella loro struttura lo ione propionato sono invece:
- Metilpropionato, C2H5(CO)OCH3.
- Fluticasone propionato, C25H31F3O5S.